# Apatania theischingerorum
Apatania theischingerorum là một loài Trichoptera trong họ Apataniidae. Chúng phân bố ở miền Cổ bắc.